# Jezioro Platyńskie
Jezioro Platyńskie (oficjalnie: Jezioro Płatyńskie) – jezioro w zachodniej części gminy Olsztynek, w otoczeniu łąk i pól uprawnych oraz zabudowań wsi Platyny i Warlity Małe. 
Dojazd prowadzi szosą z Olsztynka w kierunku Ostródy, następnie należy skręcić do miejscowości Platyny. 

## Dane morfometryczne
Powierzchnia wynosi 43,3 ha, głębokość maksymalna – 6,5 m, średnia – 3,7 m, długość linii brzegowej – 2775 m. 

## Przyroda
W jeziorze występują płocie, leszcze, okonie i szczupaki, amury i wiele innych gatunków ryb.